# قرار مجلس الأمن التابع للأمم المتحدة رقم 1556
طالب قرار مجلس الأمن التابع للأمم المتحدة رقم 1556 المعتمد في 30 يوليو 2004، بعد التذكير بالقرارين 1502 (2003) و1547 (2004) بشأن الحالة في السودان، بأن تطالب الحكومة السودانية بنزع سلاح ميليشيا الجنجاويد وأن تقدم إلى العدالة أولئك الذين ارتكبوا انتهاكات حقوق الإنسان والقانون الدولي الإنساني في دارفور.
وقد وافق 13 عضوا من أعضاء المجلس على القرار، وهو الأول من نوعه الذي يعالج الحرب في دارفور، بينما امتنعت الصين وباكستان عن التصويت. وقالت الصين إن بعض الإجراءات الواردة في نص القرار «غير مفيدة»، وقالت باكستان إن النص النهائي يفتقر إلى «التوازن الضروري».

## القرار

### أعمال
دعا المجلس، بموجب الفصل السابع من ميثاق الأمم المتحدة، الحكومة السودانية إلى الوفاء بالتزاماتها الواردة في البيان، بما في ذلك رفع القيود المفروضة على إيصال المساعدة الإنسانية، والتعاون مع تحقيق مستقل في انتهاكات حقوق الإنسان، لاستئناف الحوار مع الجماعات المنشقة في دارفور، وخاصة حركة العدل والمساواة وحركة تحرير السودان. في غضون ذلك، أيدت نشر المراقبين من قبل الاتحاد الأفريقي في منطقة دارفور. تم حث الأطراف في اتفاق انجمينا لوقف إطلاق النار في أبريل / نيسان 2004 على العمل من أجل التوصل إلى اتفاق وتم حث المتمردين على احترام وقف إطلاق النار والانخراط في محادثات السلام.
وطالب القرار السودان بنزع سلاح الجنجاويد ومحاكمة قادتهم مما يهدد باتخاذ المزيد من الإجراءات في حالة عدم امتثال الحكومة السودانية. وفي الوقت نفسه، فُرض حظر على الأسلحة على الجماعات العاملة في ولاية شمال دارفور، وولاية غرب دارفور، وولاية جنوب دارفور، بما في ذلك الجنجاويد، والتي ستتم مراجعتها إذا قرر المجلس أن السودان قد امتثل لمطالبه. ولن يسري الحظر على موظفي الأمم المتحدة أو العاملين في المجال الإنساني ومراقبي حقوق الإنسان.
وحث المجتمع الدولي على تقديم المساعدة الإنسانية إلى دارفور وتشاد. وأخيرا، تم تمديد ولاية بعثة مسبقة أنشئت بموجب القرار 1547 لمدة 90 يوما حتى 10 ديسمبر 2004.

## روابط خارجية
- نص القرار في undocs.org